# 震動の滝
震動の滝（しんどうのたき）は、大分県玖珠郡九重町にある滝。日本の滝百選に選ばれている。

## 概要
玖珠川上流の九酔渓にあり、雄滝（落差83m）、雌滝（落差93m）からなる。雄滝は水量が多く、その流れ落ちる勢いで周囲が震動するかのように思われることから震動の滝という名が付けられた。
雄滝は滝壺が大きく1,600m2ある。滝壺の周辺より約38℃の温泉が湧出している。
古来より文献に登場し、室町時代の文明18年（1486年）に書かれた『船岡新宮八幡縁起』の「郷割り説話」に見られる。また江戸時代後期の文化元年（1804年）に書かれた『豊後国志』にも画家の田能村竹田が「震動の瀑」について記載している。古くから地元の信仰の対象となっており災害のたびに滝壺に餅を供え龍神の怒りを鎮める儀式が行われていた。
滝までは遊歩道が整備されているほか、2006年（平成18年）10月に開通した歩行者専用橋九重"夢"大吊橋からも滝の景観を望むことができる。

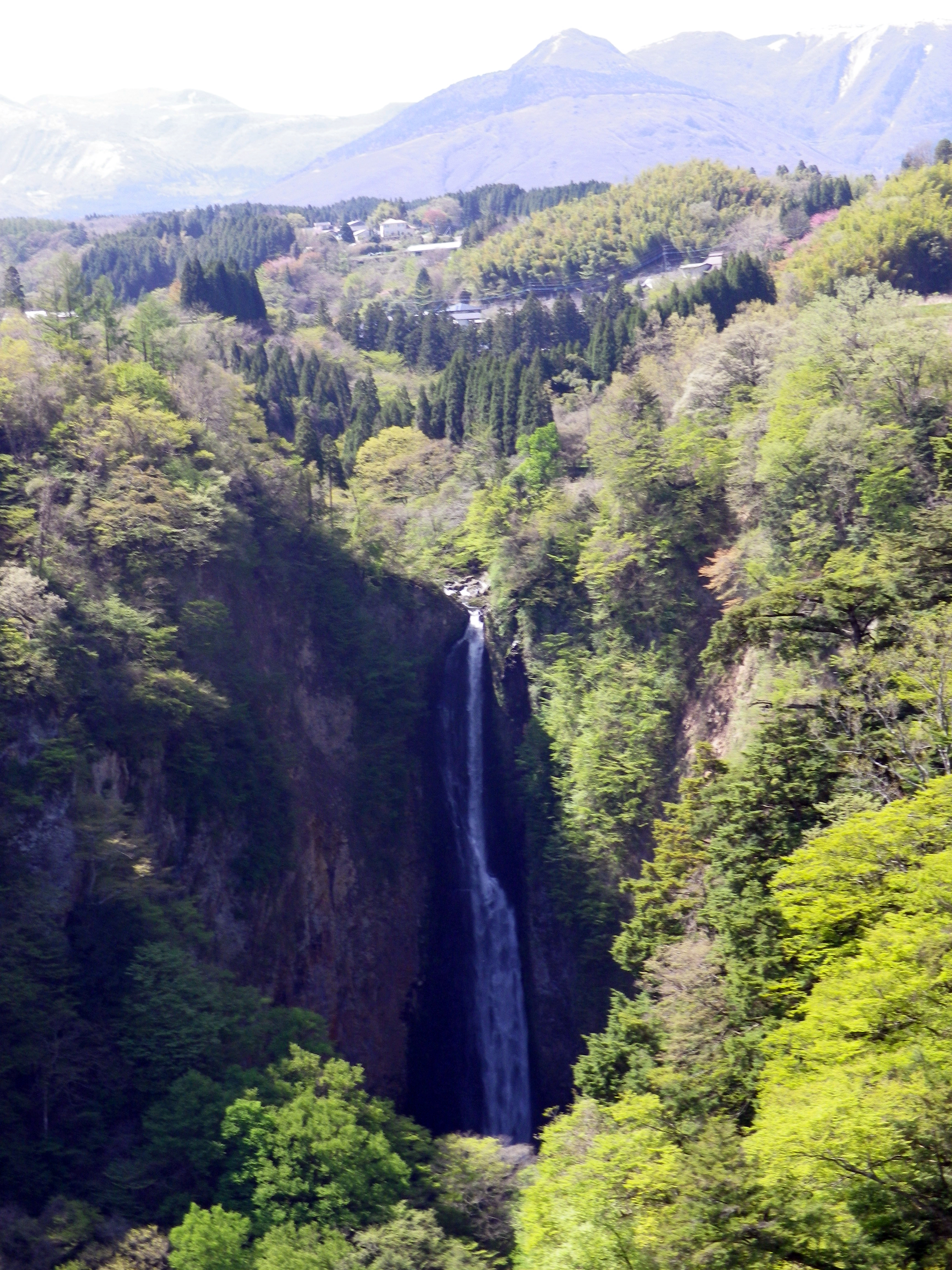
久住連山と雄滝
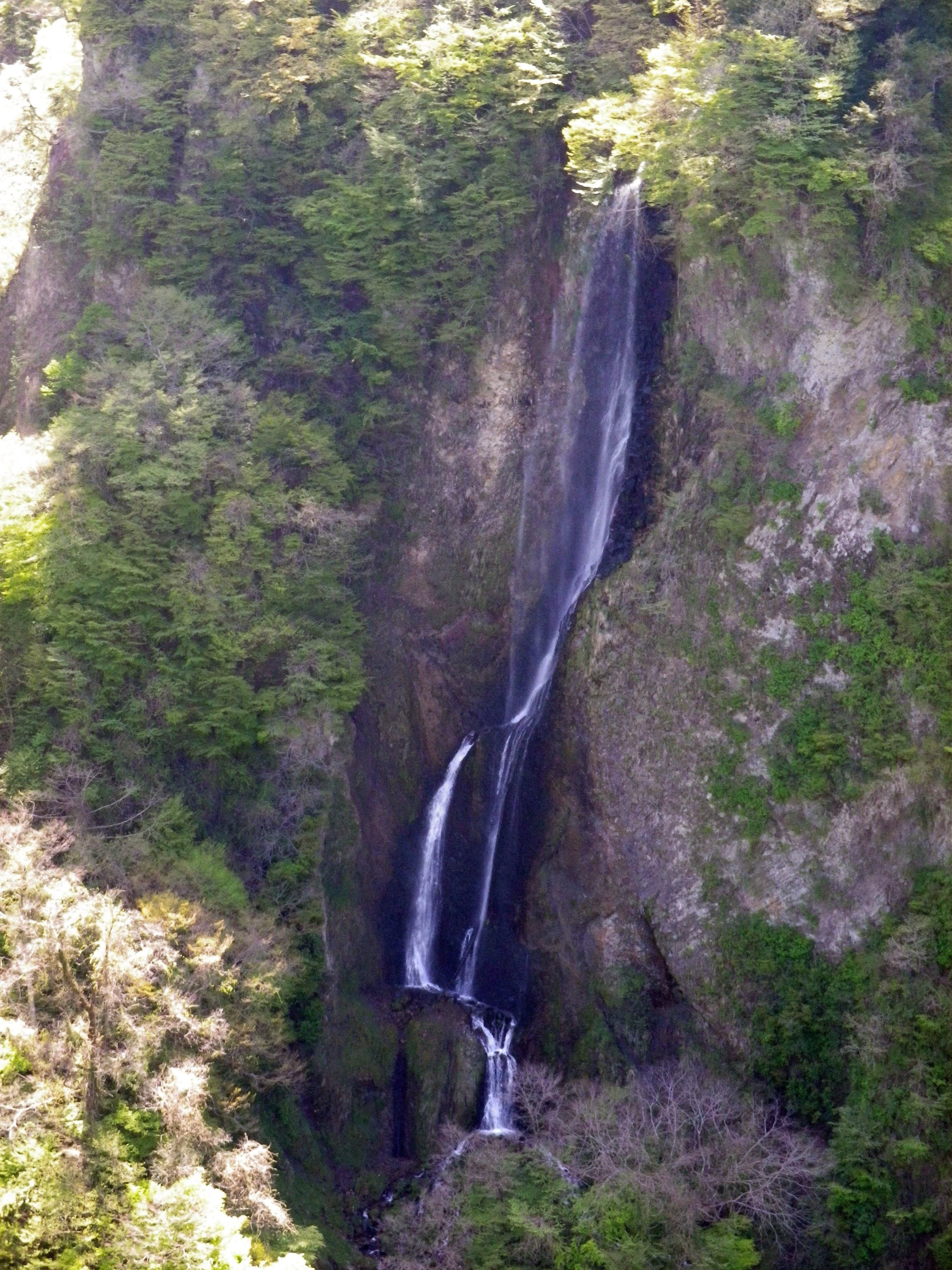
雌滝